# Bulwar Wołyński w Krakowie
Bulwar Wołyński – zabytkowa budowla hydrotechniczna o funkcji przeciwpowodziowej w Krakowie, biegnąca wzdłuż Wisły, pierwotnie przewidywana również do funkcji pomocniczych nabrzeży portowych. Składa się głównie z murów oporowych (górnego, wysokiego, oraz dolnego, ujmującego koryto rzeki i tworzącego nabrzeże przeładunkowe). W linii górnych murów znajdują się murowane schody dla pieszych oraz brukowane pochylnie do komunikacji kołowej; bocznice kolejowe na poziomie dolnym nie zachowały się. Bulwar Wołyński wraz z innymi bulwarami w mieście oraz wałami w granicach Krakowa tworzyły skuteczne zabezpieczenia przed powodzią, co wykazały doświadczenia wielkich powodzi, między innymi w 1970, 1997 i 2010 roku.

## Opis
Bulwar Wołyński rozciąga się nad zakolem Wisły, między Mostem Grunwaldzkim a ujściem Wilgi, na terenie Dębników w dzielnicy VIII oraz Podgórza, w dzielnicy XIII. Na terenie bulwaru znajduje się Hotel Forum oraz balon widokowy.
Bulwar Wołyński stanowi obiekt techniki urbanistycznej na trasie Krakowskiego Szlaku Techniki utworzonego 6 kwietnia 2006. Prowadzi nim także rekreacyjna Wiślana Trasa Rowerowa – część europejskiego szlaku rowerowego EuroVelo 4.
Bulwar wraz z przyległymi fragmentami wałów Wisły, wtórnie uzyskały funkcję i status obszarów parkowych, stanowiąc obecnie popularne miejsce rekreacyjno-wypoczynkowe dla mieszkańców i turystów. Prowadzą nim alejki spacerowe i drogi rowerowe.
Bulwar ten, poprzecinany licznymi alejkami spacerowymi, stanowi głównie obszar trawiasty, łagodnie schodzący ku Wiśle.

## Historia
Bulwar Wołyński powstał na początku XX wieku. Ujście Wilgi przy bulwarze tworzy malowniczy cypelek, połączony mostem Retmańskim z sąsiednim bulwarem Podolskim. Przy bulwarze Wołyńskim znajduje się charakterystyczna bryła hotelu Forum. Co roku pod budynku hotelu Forum, na bulwarze na przełomie kwietnia i maja stacjonuje lunapark z Holandii, oferujący wiele atrakcji dzieciom, młodzieży i dorosłym, w tym „Project 1” czyli wielkie wahadło, młot „Extrem”, karuzelę break dance oraz autodrom.

13 czerwca 2011 roku wraz z innymi bulwarami wiślanymi, bulwar Wołyński został wpisany do rejestru zabytków nieruchomych.

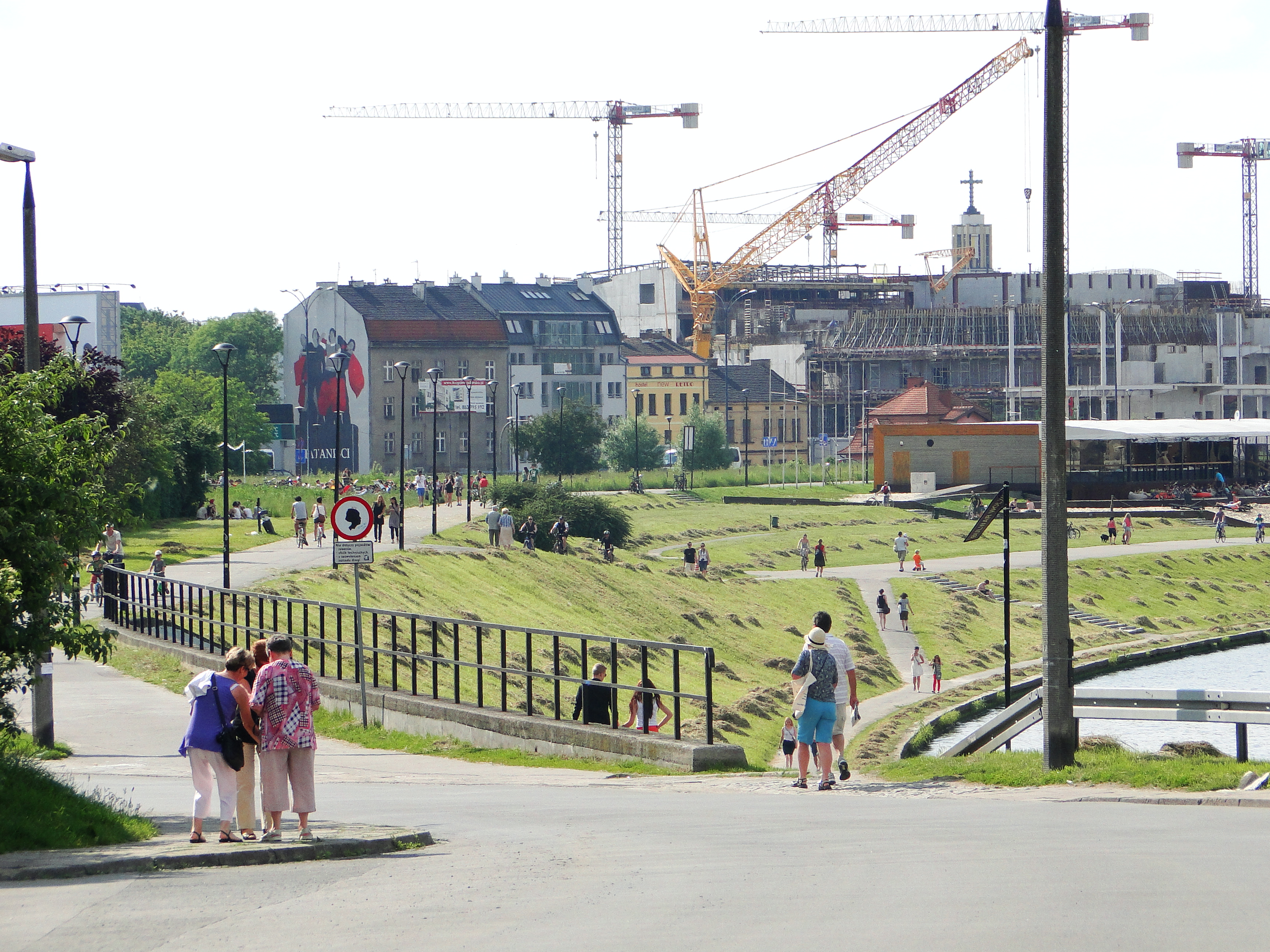
Bulwar w okolicy ulicy Ludwinowskiej